# Korff Ice Rise
Der Korff Ice Rise (auch bekannt als Korff Island, in Argentinien Isla Portillo) ist eine 300 m hohe Eiskuppel vor der Zumberge-Küste des westantarktischen Ellsworthlands. Im südwestlichen Filchner-Ronne-Schelfeis ragt er 80 km ostnordöstlich des Skytrain Ice Rise mit einer Länge von 158 km und einer Breite von 45 km auf, bei einer Fläche von 5600 km².
Entdeckt wurde er von einer US-amerikanischen Mannschaft zur Erkundung des Ellsworthlands während des Internationalen Geophysikalischen Jahres (1957–1958). Das Advisory Committee on Antarctic Names benannte ihn nach Serge Alexander Korff (1906–1989), stellvertretender Vorsitzender des technischen Ausschusses zur Kosmischen Strahlung im US-Komitee zum Internationalen Geophysikalischen Jahr. Namensgeber der argentinischen Benennung ist Konteradmiral Gregorio Portillo von der argentinischen Marine.